# Mecz Gwiazd PLKK 2006
Mecz Gwiazd – Wisła Kraków – Gwiazdy FGE 2006 – towarzyski mecz koszykówki rozegrany 5 listopada 2006 roku w Krakowie. W spotkaniu wzięły udział zawodniczki mistrza Polski – Wisły Can-Pack Kraków oraz gwiazd Ford Germaz Ekstraklasy.
Skład podstawowy drużyny gwiazd był wybierany poprzez głosowanie fanów, pozostałe pięć zawodniczek wytypowali trenerzy, a dwie Zarząd PLKK. Spośród wybranych w głosowaniu do składu wyjściowego drużyny gwiazd w spotkaniu nie wystąpiła Magdalena Leciejewska z Lotosu Gdynia.
Po przerwie głównej spotkania na boisko wpuszczono Julkę Krupską-Tyszkiewicz, 10-letnią córkę Beaty, która rozegrała kilka minut, zdobywając 2 punkty.
Paulina Pawlak z Lotosu, jako jedyna w historii zdobyła punkty dla obu drużyn. W czwartej kwarcie spotkania Elżbieta Trześniewska z Wisły oddała jej piłkę, egzekwując rzuty wolne, ta trafiła i punkt zaliczono drużynie z Krakowa.
Jedyny raz w historii spotkań gwiazd zakończyło się ono remisem (85–85).
- MVP: Dorota Gburczyk (Wisła) i Monique Coker (Gwiazdy)

## Statystyki spotkania
- Trener Wisły Kraków: Elmedin Omanić
- Trener drużyny gwiazd: Krzysztof Koziorowicz (Lotos Gdynia), asystent: Andrzej Nowakowski (CCC Polkowice)

pogrubienie – oznacza zawodniczkę składu podstawowego
| Wisła Can-Pack Kraków – 85               | Wisła Can-Pack Kraków – 85               | Wisła Can-Pack Kraków – 85               | 85 – Gwiazdy FGE                         | 85 – Gwiazdy FGE                         | 85 – Gwiazdy FGE                         | 85 – Gwiazdy FGE                         |                                          |
| Wyniki Kwart – 25:23, 22:29, 14:19 24:14 | Wyniki Kwart – 25:23, 22:29, 14:19 24:14 | Wyniki Kwart – 25:23, 22:29, 14:19 24:14 | Wyniki Kwart – 25:23, 22:29, 14:19 24:14 | Wyniki Kwart – 25:23, 22:29, 14:19 24:14 | Wyniki Kwart – 25:23, 22:29, 14:19 24:14 | Wyniki Kwart – 25:23, 22:29, 14:19 24:14 | Wyniki Kwart – 25:23, 22:29, 14:19 24:14 |
| Zawodniczka                              | Kraj                                     | Pkt                                      | Zawodniczka                              | Kraj                                     | Klub                                     | Pkt                                      |                                          |
| ---------------------------------------- | ---------------------------------------- | ---------------------------------------- | ---------------------------------------- | ---------------------------------------- | ---------------------------------------- | ---------------------------------------- | ---------------------------------------- |
| Dorota Gburczyk                          | Polska                                   | 7                                        | Monika Veselovski                        | Serbia                                   | Lotos Gdynia                             | 6                                        |                                          |
| Jelena Škerović                          | Czarnogóra                               | 7                                        | Paulina Pawlak                           | Polska                                   | Lotos Gdynia                             | 5                                        |                                          |
| Elżbieta Trześniewska                    | Polska                                   | 11                                       | Ewelina Kobryn                           | Polska                                   | Lotos Gdynia                             | 9                                        |                                          |
| Paulina Pawlak (Lotos)                   | Polska                                   | 1                                        | Monique Coker                            | Stany Zjednoczone                        | CCC Polkowice                            | 19                                       |                                          |
| Edyta Błaszczak                          | Polska                                   | 2                                        | Aleksandra Karpińska                     | Polska                                   | AZS PWSZ Sowood Gorzów Wielkopolski      | 11                                       |                                          |
| Natalija Trafimawa                       | Białoruś                                 | 10                                       | Jocelyn Penn                             | Stany Zjednoczone                        | AZS KK                                   | 11                                       |                                          |
| Dominique Canty                          | Stany Zjednoczone                        | 2                                        | Sabrina Scott                            | Stany Zjednoczone                        | AZS KK                                   | 10                                       |                                          |
| Liad Suez-Karni                          | Izrael                                   | 15                                       | Beata Krupska-Tyszkiewicz                | Polska                                   | Polfa                                    | 6                                        |                                          |
| Anna DeForge                             | Stany Zjednoczone                        | 16                                       | Anna Marczewska                          | Polska                                   | Cukierki Odra Brzeg                      | 2                                        |                                          |
| Anna Wielebnowska                        | Polska                                   | 3                                        | Magda Bibrzycka                          | Polska                                   | Arcus SMS PZKosz Łomianki                | 2                                        |                                          |
| Daliborka Vilipić                        | Serbia                                   | 11                                       | Magdalena Gawrońska                      | Polska                                   | AZS Kolegium Karkonoskie Jelenia Góra    | 2                                        |                                          |
|                                          |                                          |                                          | Julia Tyszkiewicz                        | Polska                                   | 10-letnia córka Beaty                    | 2                                        |                                          |